# Dvorec Soteska
Dvorec Soteska (nemško Ainöd) stoji v naselju Soteska v občini Dolenjske Toplice.

## Zgodovina
Leta 1664-1689 ga je pozidal grof Jurij Žiga Gallenberg. Dvor Soteska je bil po Valvasorjevem mnenju eden najlepših v deželi Kranjski. Na nasprotnem bregu reke Krke so ruševine srednjeveškega gradu Stara Soteska. Dvor so sezidali na mestu porušenega stolpa iz 15.stoletja. 22. oktobra, leta 1943 so dvorec izropali in požgali partizani. Domačini so ga uporabljali za kamnolom.

## Ljudsko izročilo o Hudičevem turnu
V neposredni bližini dvorca stoji Hudičev turn. O njem kroži zgodba, da naj bi soteški graščak v času hude revščine od tlačanov zahteval davek, katerega mu niso mogli plačevati in je v zameno od kmetov zahteval, da so mu pošiljali namesto plačila svoje hčerke nad katerimi je izvrševal svojo spolno slo. Kmetje so kmalu to mesto prekleli in mu dali naziv Hudičev turn.

## Galerija
- Dvorec Soteska v Valvasorjevi topografiji leta 1689
- Dvorec Soteska v Valvasorjevi topografiji leta 1689
- Dvorec Soteska v Valvasorjevi topografiji leta 1689
- Dvorec Soteska v 19. stol. avtor: Franz Kurz zum Thurn und Goldenstein (1834-1867)
- Slika neznanega avtorja med letoma 1810 in 1880
- Dvorec Soteska na franciscejskem katastru za Kranjsko, 1823-1869